# Вулиця Рєпіна (Севастополь)
Вулиця Рєпіна (крим. Ryepina soqağı) — вулиця в Гагарінському районі Севастополя, між проспектом Гагаріна та вулицею Вакуленчука.
Створена після Другої світової війни, назва з 1954 року. Основна забудова — п'ятиповерхові хрущовки.